# Aéroport international de Zhengzhou Xinzheng
Pour les articles homonymes, voir CGO.
L’aéroport international de Zhengzhou Xinzheng (code IATA : CGO • code OACI : ZHCC) est un aéroport qui dessert la ville de Zhengzhou dans la province du Henan en Chine. Il est situé à 37 km du centre-ville de Zhengzhou. Il a ouvert en 1997.
En 2010, l'aéroport de Zhengzhou Xinzheng a vu transiter 8 707 873 passagers, il était ainsi le 20e aéroport de Chine en nombre de passagers.

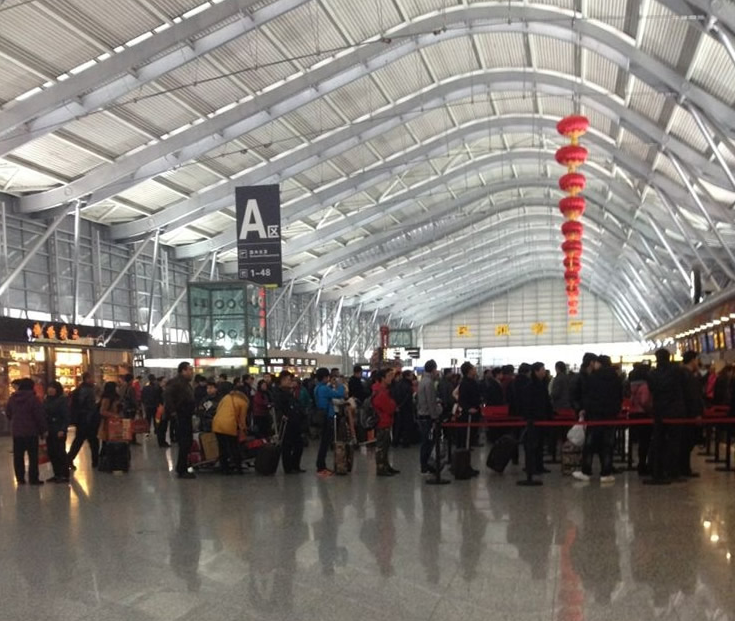
Hall de l'aéroport

## Situation

### Carte des 50 premiers aéroports de Chine
| \| 500 km1:25 016 000 \| Baotou Canton Changchun Changsha Chengdu-CTU Chengdu-TFU Chongqing Dalian Fuzhou Guilin Guiyang Haikou Hailar Hangzhou Harbin Hefei Hohhot Jinan Jinghong Kunming Lanzhou Lhassa Lijiang Nanchang Nankin Nanning Ningbo Pékin · Capitale Pékin · Daxing Qingdao Quanzhou Sanya Shanghaï-Pudong Shanghaï-Hongqiao Shantou-Chaozhou-Jieyang Shenyang Shenzhen Shijiazhuang Taiyuan Tianjin Ürümqi Wenzhou Wuhan Suzhou Xiamen Xi'an Xining Yantai Yinchuan Zhengzhou Zhuhai-Jinwan |
| 500 km1:25 016 000 |

## Statistiques
Le graphique qui aurait dû être présenté ici ne peut pas être affiché car il utilise l'ancienne extension Graph, désactivée pour des questions de sécurité. Des indications pour créer un nouveau graphique avec la nouvelle extension Chart sont disponibles ici.

Voir la requête brute et les sources sur Wikidata.

## Compagnies aériennes et destinations

### Passager
| Compagnies                                           | Destinations |
| ---------------------------------------------------- | --- |
| AirAsia X                                            | Kuala Lumpur |
| Air China                                            | Pékin-Capitale, Chengdu-Shuangliu, Dongying (en), Hangzhou-Xiaoshan |
| Air Macau                                            | Macao |
| Beijing Capital Airlines                             | Baotou-Donghe, Dali, Guilin-Liangjiang, Haikou, Hangzhou-Xiaoshan, Lijiang, Sanya-Phénix, Ürümqi-Diwopu |
| Cathay Dragon                                        | Hong Kong |
| Chengdu Airlines                                     | Chengdu-Shuangliu, Guilin-Liangjiang, Haikou |
| China Eastern Airlines                               | Dalian-Zhoushuizi, Hangzhou-Xiaoshan, Kunming-Changshui, Lanzhou, Nankin, Ningbo, Qingdao-Jiaodong, Shanghai-Hongqiao, Shanghai-Pudong, Shantou-Chaozhou-Jieyang, Ürümqi-Diwopu, Wenzhou-Longwan, Xining-Caojiabao, Yantai, Yinchuan Hedong, Zhuhai, |
| China Eastern Airlines opéré par Shanghai Airlines   | Hangzhou-Xiaoshan, Karamay (en), Shanghai-Hongqiao, Shanghai-Pudong, Turpan Jiaohe (en)" |
| China Express Airlines                               | Chongqing-Jiangbei, Rizhao Shanzihe (en) |
| China Southern Airlines                              | - Aksou (en), - Bangkok-Suvarnabhumi, - Baotou-Donghe, - Beihai-Fucheng, - Pékin-Capitale, - Changchun, - Chengdu-Shuangliu, - Chongqing-Jiangbei, - Dalian-Zhoushuizi, - Fuzhou-Chánglè, - Canton-Baiyun, - Guilin-Liangjiang, - Guiyang, - Haikou, - Hangzhou-Xiaoshan, - Harbin Taiping, - Hohhot, - Kunming-Changshui, - Lanzhou, - Luxembourg-Findel, - Nanning, - Nanyang, - Ningbo, - Ordos Ejin Horo, - Phuket, - Sanya-Phénix, - Séoul-Incheon, - Shanghai-Hongqiao, - Shanghai-Pudong, - Shantou-Chaozhou-Jieyang, - Shenyang, - Shenzhen-Bao'an, - Taïwan-Taoyuan, - Tokyo-Narita, - Ürümqi-Diwopu, - Wenzhou-Longwan, - Jinghong Xishuangbanna Gasa, - Xiamen-Gaoqi, - Xining-Caojiabao, - Yinchuan Hedong, - Yiwu, - Yulin (en), - Zhuhai |
| China Southern Airlines opéré par Chongqing Airlines | Chongqing-Jiangbei, Harbin Taiping |
| Emirates                                             | Dubaï |
| EVA Air                                              | Kaohsiung, Taïwan-Taoyuan |
| Fuzhou Airlines                                      | Fuzhou-Chánglè |
| Garuda Indonesia                                     | Denpasar-Bali |
| GX Airlines                                          | Hohhot, Nanning |
| Hainan Airlines                                      | Dalian-Zhoushuizi, Fuzhou-Chánglè, Canton-Baiyun, Guiyang, Haikou, Hangzhou-Xiaoshan, Hohhot, Sanya-Phénix, Shenzhen-Bao'an, Ürümqi-Diwopu, Xiamen-Gaoqi |
| Hongtu Airlines                                      | Kunming-Changshui |
| Jetstar Airways                                      | Melbourne-Tullamarine |
| Joy Air                                              | Hefei, Nanchang-Changbei, Yuncheng |
| Juneyao Airlines                                     | Shanghai-Hongqiao |
| Korean Air                                           | Séoul-Incheon |
| Kunming Airlines                                     | Kunming-Changshui |
| Loong Air                                            | Hangzhou-Xiaoshan |
| Lucky Air                                            | Kunming-Changshui, Lijiang, Phuket, Zhanjiang-Wuchuan |
| Mandarin Airlines                                    | Taïwan-Taoyuan |
| Scoot                                                | Singapour-Changi |
| Shandong Airlines                                    | Chongqing-Jiangbei, Guilin-Liangjiang, Guiyang, Jinan, Korla, Lanzhou, Qingdao-Jiaodong, Xiamen-Gaoqi |
| Shenzhen Airlines                                    | Changchun, Chongqing-Jiangbei, Dalian-Zhoushuizi, Haikou, Harbin Taiping, Hohhot, Kunming-Changshui, Manzhouli, Nankin, Nanning, Shenyang, Shenzhen-Bao'an, Ürümqi-Diwopu |
| Siam Air                                             | Bangkok-Don Muang |
| Sichuan Airlines                                     | Changchun, Chengdu-Shuangliu, Chongqing-Jiangbei, Hangzhou-Xiaoshan, Harbin Taiping, Kunming-Changshui, Ürümqi-Diwopu, Vancouver |
| Spring Airlines                                      | Osaka-Kansai, Taizhou (Jiangsu) (en) |
| Thai Airways opéré par Thai Smile                    | Bangkok-Suvarnabhumi |
| Thai Lion Air                                        | Bangkok-Don Muang |
| Tianjin Airlines                                     | Dalian-Zhoushuizi, Guilin-Liangjiang, Hangzhou-Xiaoshan, Hohhot, Meixian (en), Nanchang-Changbei, Nanning, Ningbo, Sanya-Phénix, Sydney-K. Smith, Tianjin Binhai, Ürümqi-Diwopu, Zunyi (zh) |
| Vietnam Airlines                                     | Charter : Cam Ranh |
| West Air                                             | Chongqing-Jiangbei, Fuzhou-Chánglè, Guiyang, Korla, Lhassa-Gonggar, Quanzhou Jinjiang, Shin-Chitose, Shantou-Chaozhou-Jieyang, Shenzhen-Bao'an, Ürümqi-Diwopu, Wenzhou-Longwan |
| XiamenAir                                            | Fuzhou-Chánglè, Haikou, Hangzhou-Xiaoshan, Harbin Taiping, Lanzhou, Quanzhou Jinjiang, Ürümqi-Diwopu, Xiamen-Gaoqi, Xining-Caojiabao, Yinchuan Hedong |

Édité le 03/02/2018

### Cargo
| Compagnies              | Destinations                            |
| ----------------------- | --------------------------------------- |
| AirBridgeCargo Airlines | Moscou-Cheremetievo                     |
| Air China Cargo         | Amsterdam                               |
| Cathay Pacific Cargo    | Hong Kong, Shanghai-Pudong              |
| Cargolux                | Bakou, Luxembourg, Tbilissi             |
| China Airlines Cargo    | Nankin, Taipei-Taoyuan                  |
| China Southern Airlines | Anchorage, Canton                       |
| Hong Kong Airlines      | Hong Kong, Tianjin                      |
| MASkargo                | Kuala Lumpur                            |
| UPS Airlines            | Séoul-Incheon                           |
| Yangtze River Express   | Shanghai-Pudong, Hangzhou, Novossibirsk |

Note : au 10 février 2015

## Voir également
- Gare de Zhengzhou
- Gare de Zhengzhou Est
- Gare de Zhengzhou Sud